# Bridgit Mendler

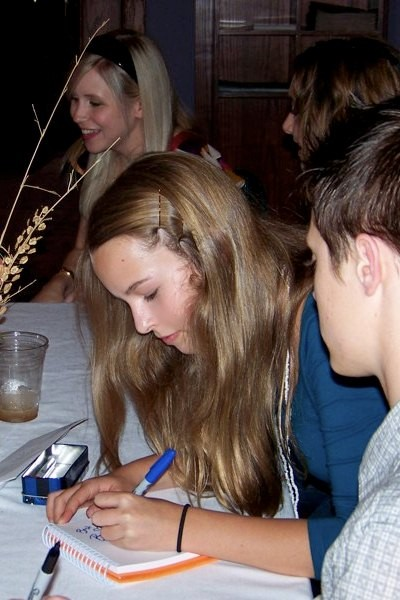
Mendler na Premiere do filme Alice Upside Down, 2007

Bridgit Claire Mendler (Washington, D.C., 18 de dezembro de 1992) é uma empresária, ex-atriz, cantora e compositora norte-americana. Tornou-se famosa por interpretar a irmã mais velha Teddy, na série de televisão Boa Sorte, Charlie!;  a vampira Julieta Van Heusen em Os Feiticeiros de Waverly Place; além da protagonista Olivia White, no filme Lemonade Mouth, todas personagens para o Disney Channel. Ademais, é a dona dos singles de sucesso "Ready or Not" e "Hurricane". Mendler é formada em Antropologia pela Universidade do Sul da Califórnia, e atualmente, além de acadêmica, é CEO de uma startup espacial chamada Northwood Space.

## Biografia
Mendler nasceu em 18 de dezembro de 1992 em Washington, D.C. Filha de Sandra Ford-Mendler e Charles Mendler, possui um irmão mais novo chamado Nicholas. Em 2000, com oito anos de idade, ela se mudou com sua família para Mill Valley, em São Francisco.  Foi aí que, pela primeira vez, ela manifestou interesse em atuar. Desse modo, desde muito nova, começou a trabalhar em peças de teatros escolares, realizando papéis locais tanto no teatro dramático quanto no musical, e acabou se tornando a artista mais jovem a fazer parte do Festival Fringe de São Francisco.

### Formação Acadêmica
Em 2013, Mendler começou a cursar Antropologia pela Universidade do Sul da Califórnia (USC). Em uma entrevista com Brian Mansfield do USA Today, disse: "Meu plano agora é apenas fazer uma aula de cada vez e ver como isso funciona. Vou apenas estudar algo que seja interessante e factível. Quero saber algo fora do que faço". Ela se formou antropóloga em 2016.
Em maio de 2018, Mendler anunciou no Twitter que havia iniciado seu mestrado no Instituto de Tecnologia de Massachusetts (MIT) com foco em melhorar as mídias sociais. Em 2020, ela concluiu seu mestrado no MIT e iniciou seu doutorado pelo mesmo instituto no MIT Media Lab. Em 2024 Mendler concluiu o curso de Direito pela Harvard Law School.

### Vida pessoal
De março de 2011 à novembro de 2015, Mendler namorou o ator Shane Harper, seu colega de elenco em "Boa Sorte, Charlie!". Em 2017, começou a namorar o engenheiro mecânico Griffin Cleverly. Eles anunciaram o noivado em abril de 2019 e se casaram em outubro do mesmo ano. 
Em 2018 tornou-se conhecida a informação de que Mendler é sobrinha da psicóloga Christine Blasey Ford.
Em 2024, Mendler compartilhou com os fãs a notícia de que adotara uma criança: "Comecei a cuidar dele em 2021 e o adotei perto do Natal de 2022. Tenho muita sorte – ser mãe é o maior presente e a experiência mais marcante que existe."

## Carreira

### 2004-2008: Início da carreira e primeiro filme
Com 11 anos, Mendler contratou um agente para ajudá-la a conseguir empregos como atriz. Em 2004, conseguiu seu primeiro papel como atriz no filme de animação indiano "The Legend of Buddha", no qual ela interpretou Lucy.  Aos 13 anos, ela conseguiu um papel como atriz convidada na novela "General Hospital". Nesse mesmo ano, Mendler foi a voz do personagem Thorn no videogame "Bone: The Great Cow Race" , que foi baseado na série de quadrinhos Bone. 
Em 2007, Mendler fez sua estreia no cinema, interpretando Pamela na adaptação cinematográfica da série de livros Alice escrita por Phyllis Reynolds Naylor, intitulada "Alice Upside Down". Também em 2007 chegou a fazer testes para a protagonista da série "Sunny entre estrelas", mas perdeu o papel para Demi Lovato.
Em 2008, Mendler desempenhou o papel de Kristen Gregory no filme "The Clique". No mesmo ano, a atriz começou a trabalhar no filme "Labor Pains", ao lado de Lindsay Lohan, que teve estreia no ano seguinte.

### 2009-2011: Trabalhos com a Disney
Em 2009, Mendler esteve em um episódio como convidada especial ao lado de Nick Jonas, na série "Jonas", como a personagem Penny Jen. Nesse mesmo ano interpretou um papel menor no filme "Alvin e os Esquilos 2". Foi também em 2009 que Mendler se tornou uma personagem recorrente em alguns episódios da série "Os Feiticeiros de Waverly Place", como Julieta Van Heusen, uma vampira que Justin Russo (David Henrie) se apaixona. A primeira aparição da personagem é na segunda temporada da série, em 2009. Mendler aparece pela última vez na quarta temporada, em 2012, quando a série chegou ao fim.
 

Em 2010, Mendler tornou-se a estrela da série original do Disney Channel "Boa sorte, Charlie!", interpretando a irmã mais velha da pequena Charlie, que faz vídeos para sua irmãzinha assistir conforme for crescendo.  Adam Bonnet, vice-presidente sênior de programação original para o Disney Channel, disse em entrevista que os executivos da Disney "se apaixonaram por" Bridgit Mendler: "Ela tem todos os atributos de uma estrela da Disney", disse o vice-presidente. Mendler ouviu falar de Boa Sorte Charlie pela primeira vez no final de novembro de 2008. Após várias rodadas de testes e elenco, ela finalmente conseguiu o papel em janeiro de 2009. A série só veio a estrear em 4 de abril de 2010, e teve uma recepção crítica, assim como uma audiência, positiva. Teve no total 4 temporadas, e chegou ao fim em 2014. 

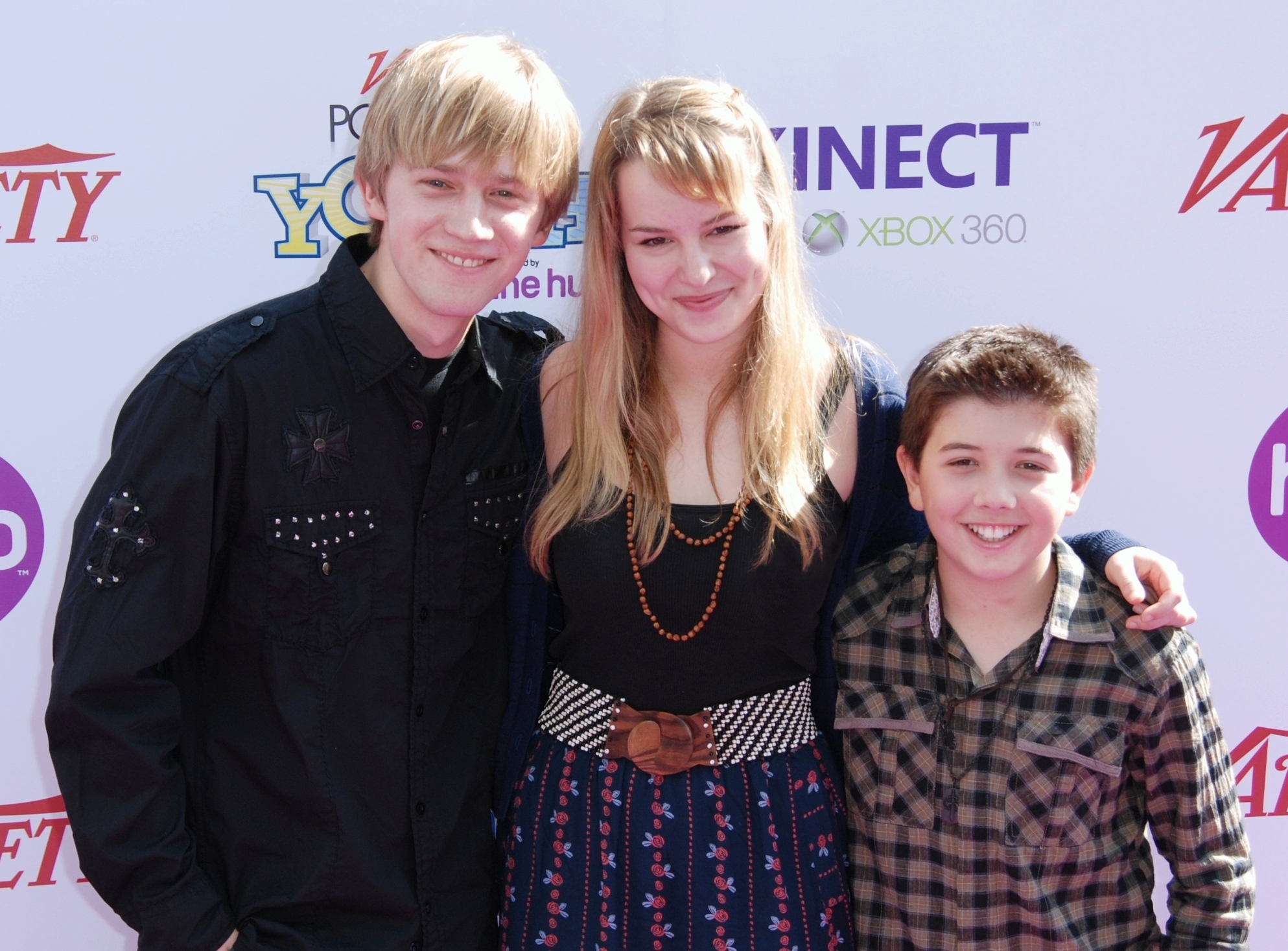
Bridgit com o elenco de Boa Sorte, Charlie!, 2010

Foi a partir de "Boa sorte, Charlie!" que Mendler também começou a receber mais visibilidade para trabalhos musicais, tendo em vista que ela cantou a música tema da série, intitulada "Hang in There Baby" (em português interpretado pela cantora Jullie, com o nome Aguenta Firme). 
A atriz então passou a conciliar atuar, cantar e compor. Ela realizou projetos como: o cover de "When She Loved Me" de "Toy Story 2" para o DisneyMania 7;  a música "How to Believe" para o filme "Tinker Bell e o Resgate da Fada"; e, no final de 2010, além do papel de Appoline no filme "Perdido pra Cachorro 2", Mendler também gravou a música "This Is My Paradise".
Foi então que em 2011 ela estrelou seu primeiro filme musical, interpretando a protagonista Olivia White, na obra original Disney Channel "Lemonade Mouth".  O filme foi assistido por 5,7 milhões de telespectadores em sua noite de estreia no canal de TV. Mendler cantou várias músicas para a trilha sonora do filme, que foi lançado em 12 de abril de 2011 pela Hollywood Records. O primeiro single da trilha sonora, intitulado "Somebody", foi lançado em 4 de março e alcançou a posição 89 na parada Billboard Hot 100 dos EUA. O segundo single, "Determinate", alcançou sucesso em vários outros países, e a posição 51 na parada Billboard Hot 100. Os fãs do filme sempre esperaram uma continuação, mas em entrevista à Kidzworld Media, Mendler confirmou que não haverá uma sequência de Lemonade Mouth: "Não vai [haver uma sequência] infelizmente. Tivemos uma ótima experiência trabalhando no filme, e eles tentaram achar algo para uma sequência, mas todos na Disney sentiram que o filme havia completado sua história no primeiro filme. Foi uma ótima experiência, e eu adorei trabalhar com os membros do elenco".
Em 31 de março de 2011, foi confirmado que Mendler havia assinado com a Hollywood Records, e começado a trabalhar em seu álbum de estreia solo. No mesmo ano, ela estrelou o filme original do Disney Channel "Boa sorte, Charlie! É Natal!", que estreou em 2 de dezembro de 2011. A música "I'm Gonna Run to You" foi co-escrita e interpretada por Mendler, e também foi apresentada no filme e lançada como single promocional em 12 de novembro de 2011.  Mais tarde, ela também co-escreveu e cantou o hino Disney's Friends for Change Games chamado "We Can Change the World", lançado como seu terceiro single promocional em 11 de junho de 2011.  

### 2012-2015: Álbum Solo eUndateable

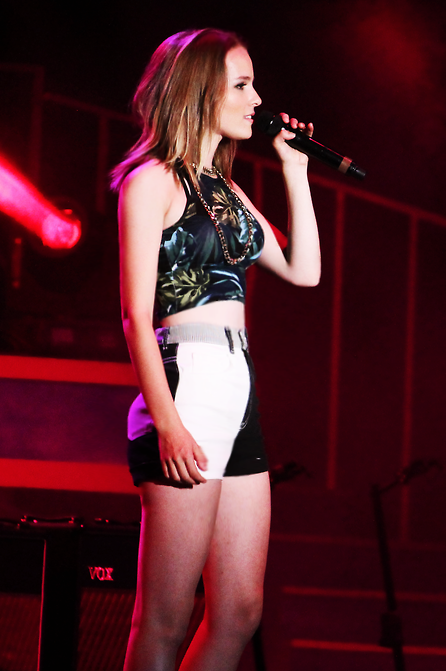
Mendler se apresentando no Busch Gardens, 2014.

Já em 2012 Mendler estrelou a série de televisão House como Callie Rogers, uma adolescente fugitiva sem-teto com uma doença misteriosa. Também dublou o papel principal de Arrietty na dublagem em inglês de The Secret World of Arrietty. Para o filme ela gravou uma música,"Summertime", lançada como single promocional em 2 de fevereiro. 
No verão do mesmo ano, Mendler confirmou que o título de seu single solo de estreia oficial seria "Ready or Not", canção escrita por ela, Emanuel "Eman" Kiriakou e Evan "Kidd" Bogart. O single estreou em 3 de agosto de 2012, lançado para download digital em 7 de agosto de 2012, e chegou ao número 49 na Billboard Hot 100 nos EUA, e a posição 26 na Billboard Pop Songs. 
O álbum de estreia de Mendler, "Hello My Name Is...", foi lançado em 22 de outubro de 2012. A cantora se aventurou em sua primeira turnê solo para divulgar o álbum, a Bridgit Mendler: Live in Concert, que se concentrou principalmente na América do Norte, com shows em feiras estaduais e festivais de música. Todas as faixas do álbum foram escritas por ela com colaboradores, incluindo 12 faixas na versão padrão e 15 na edição de luxo. Mendler também esteve envolvida na parte da produção. O álbum estreou na posição 30 na Billboard 200 e na posição 20 na Digital Albums Charts. Com a sua primeira semana de lançamento, vendeu cerca de 18.000 cópias. Ele estreou e chegou ao número 17 na Polônia, tornando-se o seu primeiro grande ato fora dos EUA. Mendler lançou dois singles promocionais para divulgação do álbum, "Forgot to Laugh" e "Top of the World". Também performou seu hit, "Ready or Not", na segunda temporada do The X Factor, em 13 de dezembro de 2012. Em abril de 2013, a cantora lançou o clipe de seu single "Hurricane". Seu último show para divulgar seu álbum ocorreu em 3 de novembro de 2014. 
Mesmo tendo começado a carreira como cantora solo, Mendler não abandonou a atuação. Em 25 de novembro de 2014, foi divulgado que ela estaria no elenco principal da segunda temporada da série de comédia "Undateable", do canal NBC, interpretando Candace. Em março de 2015, foi divulgado no canal do YouTube da NBC o clipe da música "Undateable", na qual Mendler canta juntamente com o elenco da série. Ela foi composta pela própria em parceria com Brent Morin, Ruffian More, Leah Haywood e Tapehead. Mendler renovou com a NBC para uma terceira temporada. Ao final desta, a série foi cancelada. Em 2 de julho de 2015, apos boatos, foi confirmado que Mendler deixou a Hollywood Records no início do ano.

### 2016-2019:NemesiseMerry Happy Whatever
Em 2016, Mendler começou a trabalhar em novas músicas. Em 4 de agosto de 2016, anunciou o título de seu novo single, " Atlantis ", com Kaiydo, que foi lançado em 26 de agosto de 2016. Seu EP, Nemesis , foi lançado em 18 de novembro. Em outubro, Mendler foi escalada como Ashley Willerman na quinta temporada da série de televisão Nashville.  
Em 3 de fevereiro de 2017, Mendler anunciou seu novo single, "Temperamental Love", com Devontée.  Em 10 de fevereiro, Mendler foi escalada, no piloto, para o papel principal da nova comédia da Fox "Thin Ice", criado por Elizabeth Meriwether. Porém a emissora acabou rejeitando o piloto apresentado, em maio. Em 25 de agosto, Mendler lançou um single intitulado "Diving" com o grupo americano RKCB, junto com um clipe. 
Em novembro de 2019, Mendler apareceu na série de televisão de comédia da Netflix, "Merry Happy Whatever", junto com Dennis Quaid , Ashley Tisdale e Brent Morin, com quem já havia contracenado em "Undateable".

### 2020-presente: Fora das câmeras
Nos últimos anos, Mendler saiu bastante dos holofotes, pois tem seu foco principal nos estudos. Ela segue sem lançar nenhum álbum desde 2016, mas em 2022 publicou em suas redes sociais: “Olá, mundo. Podem esperar por novidades”, aumentando a expectativa de seus fãs por novas músicas.

## Filantropia

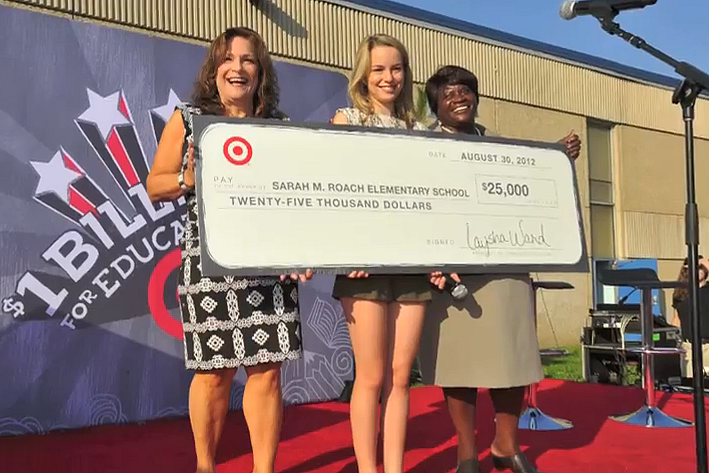
Mendler em uma escola de Baltimore, Maryland.

Mendler está constantemente envolvida com atividades filantrópicas. Em 2010, tornou-se embaixador da First Book, uma campanha de incentivo à leitura e doação de livros para crianças carentes. No ano de 2011, esteve envolvida com o Disney's Friends for Change, uma iniciativa que inspira crianças e famílias para ter um impacto positivo no mundo, comprometendo-se de corpo e alma com o projeto. Mendler, inclusive, foi a única estrela da Disney a participar do projeto, e escreveu a música tema da campanha ("We Can Change the World"), levantando $250.000 para o Disney Worldwide Conservation Fund. Em 2012, Mendler ganhou o prêmio honorário Common Sense Media como modelo do ano por seu trabalho contra o bullying. Mendler foi a terceira jovem artista a ganhar o prêmio, que geralmente homenageia ambientalistas e acadêmicos.Em julho do mesmo ano, Mendler tornou-se embaixador da campanha Give With Target, com a Target Corporation para arrecadar fundos para reformar escolas nos Estados Unidos.  A campanha visava obter US$ 1 bilhão até 2015.  Em agosto, ela recebeu US$ 5 milhões doados pela The Walt Disney Company e mais US$ 2 milhões doados por pessoas do Facebook.
Em 2013, participou do concerto acústico anual da UNICEF em Nova York para arrecadar doações para caridade, em janeiro. Também foi destaque em uma campanha pública Delete Digital Drama com a Seventeen Magazine para acabar com o cyberbullying. Em 8 de outubro Mendler sediou o evento We Day of Free The Children Foundation, uma campanha que ajuda a construir escolas para crianças carentes de cidades canadenses e americanas. Em 16 de novembro, Mendler participou da World Challenge Marathon for Save the Children Foundation, uma corrida beneficente para ajudar crianças com problemas de saúde.  
Em março de 2014, Mendler viajou para a região de El Quiché , na Guatemala, para participar de outro projeto da Save the Children que ajuda crianças carentes em países em desenvolvimento. Mendler representou a instituição durante o congresso de caridade Save the Children's Annual Advocacy Summit em Washington. Carolyn Miles, presidente da Save the Children, agradeceu Mendler publicamente pelo trabalho humanitário: "Estamos entusiasmados por ter Bridgit a bordo. Sua paixão por ajudar crianças realmente surgiu quando ela se encontrou com famílias e crianças durante suas visitas a comunidades remotas nos desertos da Califórnia e da Guatemala."

## Filmografia

### Televisão
| Ano       | Título                          | Personagem                      | Nota                                                                   |
| --------- | ------------------------------- | ------------------------------- | ---------------------------------------------------------------------- |
| 2006      | General Hospital                | A filha dos sonhos de Lulu      | 1 episódio                                                             |
| 2009      | Jonas L.A.                      | Penny Ken                       | Participação - Episódio: Wrong Song (1x1)                              |
| 2009—2012 | Os Feiticeiros de Waverly Place | Julieta Van Heusen              | 2ª temporada (elenco fixo); 3ª e 4ª temporada (elenco eventual)        |
| 2010—2014 | Boa Sorte, Charlie!             | Theodora Renatha "Teddy" Duncan | Protagonista                                                           |
| 2011      | Jogos Transformando o Mundo     | Ela mesma                       | Time amarelo, capitã.                                                  |
| 2011      | Sem Sentido!                    | Ela mesma                       | Participação - Episódio: Bridgit Mendler, Adam Hicks and Hayley Kiyoko |
| 2011      | PrankStars                      | Ela mesma                       | Participação - Episódio: Secret Agent                                  |
| 2011      | Extreme Makeover: Home Edition  | Ela mesma                       | Participação - Episódio: Walker Family - Part 1                        |
| 2012      | House, M.D.                     | Callie Rogers / Jane Doe        | Participação - Episódio: Runaways                                      |
| 2012      | The X Factor                    | Ela mesma                       | Participação - Episódio: Penúltimo                                     |
| 2013      | Violetta                        | Ela mesma                       | Participação - Episódio: 91 (2x11)                                     |
| 2013      | We Day                          | Ela mesma                       | Especial de televisão                                                  |
| 2013      | Jessie                          | Theodora Renatha "Teddy" Duncan | Participação - Episódio: Good Luck Jessie: NYC Christmas (3x07)        |
| 2015—2016 | Undateable                      | Candace                         | Papel Principal                                                        |
| 2017      | Nashville                       | Ashley Willerman                | Episódio: Let's Put It Back Together Again                             |
| 2019      | Merry Happy Whatever            | Emmy Quinn                      | Papel Principal                                                        |

### Filmes
| Ano  | Título                            | Personagem                      | Nota                                           |
| ---- | --------------------------------- | ------------------------------- | ---------------------------------------------- |
| 2004 | The Legend of Buddha              | Sidarta Gautama Jovem           | Dublagem                                       |
| 2007 | Alice de Cabeça Para Baixo        | Pamela Jones                    | Co-protagonista; Lançado diretamente para DVD  |
| 2008 | Garotas S.A                       | Kristen Gregory                 | Co-protagonista; Lançado diretamente para DVD  |
| 2009 | Meu Trabalho é Um Parto           | Emma Clayhill                   | Co-protagonista; Lançado diretamente para a TV |
| 2009 | Alvin e os Esquilos 2             | Becca Kingston                  | Participação Especial                          |
| 2010 | Lalaloopsy Ponies: The Big Show   | Peanult                         | Dublagem                                       |
| 2011 | Perdido Para Cachorro 2           | Appoline                        | Dublagem                                       |
| 2011 | Lemonade Mouth                    | Olivia White                    | Protagonista; Lançado diretamente para a TV    |
| 2011 | Boa Sorte, Charlie! É Natal!      | Theodora Renatha "Teddy" Duncan | Protagonista; Lançado diretamente para a TV    |
| 2012 | O Mundo dos Pequeninos            | Arrietty                        | Dublagem                                       |
| 2014 | Os Muppets 2: Procurados e Amados | Minnie                          | Participação Especial                          |
| 2014 | Lennon or McCartney               | Ela mesma                       | Documentário                                   |
| 2018 | Father of The Year                | Meredith                        |                                                |

### Video games
- Bone: The Great Cow Race (2006), como Thorn

## Singles
| Ano  | Música                             | Lançamento      | Gravadora         | Álbum                   |
| ---- | ---------------------------------- | --------------- | ----------------- | ----------------------- |
| 2011 | Somebody                           | 4 de março      | Disney Records    | Lemonade Mouth          |
| 2011 | Breakthrough                       | 2 de maio       | Disney Records    | Lemonade Mouth          |
| 2011 | Determinate                        | 15 de abril     | Disney Records    | Lemonade Mouth          |
| 2011 | This Is My Paradise                | 11 de janeiro   | Disney Records    | Beverly Hills Chihuahua |
| 2012 | Ready or Not                       | 3 de agosto     | Hollywood Records | Hello My Name Is...     |
| 2013 | Hurricane                          | 12 de fevereiro | Hollywood Records | Hello My Name Is...     |
| 2015 | Undateable                         | 9 de março      | -                 | -                       |
| 2016 | Atlantis                           | 26 de agosto    | Black Box         | Nemesis (EP)            |
| 2016 | Do You Miss Me at All              | 18 de novembro  | Black Box         | Nemesis (EP)            |
| 2017 | Temperamental Love                 | 10 de fevereiro | Black Box         | -                       |
| 2017 | Can't Bring This Down (feat. Pell) | 17 de março     | Black Box         | -                       |
| 2017 | Diving                             | 25 de agosto    | Black Box         | -                       |

## Discografia
| Ano  | Título              | Lançamento             | Gravadora         | Notas              |
| ---- | ------------------- | ---------------------- | ----------------- | ------------------ |
| 2011 | Lemonade Mouth      | 12 de abril de 2011    | Disney Records    | Trilha sonora      |
| 2012 | Hello My Name Is... | 22 de outubro de 2012  | Hollywood Records | Álbum de estúdio   |
| 2016 | Nemesis             | 18 de Novembro de 2016 | Black Box         | Extended Play (EP) |

## Prêmios e indicações
| Ano  | Prêmio                    | Categoria                     | Trabalho                           | Resultado | Ref.   |
| ---- | ------------------------- | ----------------------------- | ---------------------------------- | --------- | ------ |
| 2010 | Teen Choice Awards        | Estrela Revelação de TV       | Boa Sorte, Charlie!                | Indicada  | [ 41 ] |
| 2010 | Teen Icon Awards          | Ícone do Amanhã               | Ela Mesma                          | Venceu    | [ 42 ] |
| 2011 | Teen Icon Awards          | Melhor Atriz de TV            | Boa Sorte, Charlie!                | Venceu    | [ 43 ] |
| 2012 | Common Sense Media Awards | Modelo do Ano                 | Ela Mesma                          | Venceu    | [ 44 ] |
| 2012 | Kids' Choice Awards       | Atriz Favorita                | Boa Sorte, Charlie!                | Venceu    | [ 45 ] |
| 2012 | Young Artist Awards       | Melhor Performance em Série   | Os Feiticeiros de Waverly Place    | Indicada  |        |
| 2013 | Kids' Choice Awards       | Atriz Favorita                | Boa Sorte, Charlie!                | Indicada  | [ 46 ] |
| 2013 | MTV Europe Music Awards   | Melhor Push                   | Ela Mesma                          | Indicada  | [ 47 ] |
| 2013 | MTV Europe Music Awards   | Artista em Ascensão           | Ela Mesma                          | Indicada  | [ 47 ] |
| 2013 | Radio Disney Music Awards | Melhor Clipe                  | "Ready or Not"                     | Indicada  | [ 48 ] |
| 2013 | Radio Disney Music Awards | Melhor Performance Acústica   | "Ready or Not"                     | Venceu    | [ 48 ] |
| 2013 | Shorty Awards             | Melhor Canção                 | "Ready or Not"                     | Indicada  | [ 49 ] |
| 2013 | Shorty Awards             | Melhor Cantora                | Ela Mesma                          | Indicada  | [ 49 ] |
| 2013 | Shorty Awards             | Melhor Atriz                  | Boa Sorte, Charlie!                | Indicada  | [ 49 ] |
| 2014 | Do Something Awards       | Celebridades foram boas       | Seu trabalho com Save The Children | Indicada  |        |
| 2014 | Kids' Choice Awards       | Atriz Favorita                | Boa Sorte, Charlie!                | Indicada  |        |
| 2014 | World Music Awards        | Melhor Performance Ao Vivo    | Ela Mesma                          | Indicada  | [ 50 ] |
| 2014 | World Music Awards        | Melhor Artista Feminina       | Ela Mesma                          | Indicada  | [ 51 ] |
| 2014 | World Music Awards        | Melhor Artista Entretenimento | Ela Mesma                          | Indicada  | [ 52 ] |
| 2014 | World Music Awards        | Melhor Canção                 | "Ready or Not"                     | Indicada  | [ 53 ] |
| 2014 | World Music Awards        | Melhor Clipe                  | "Ready or Not"                     | Indicada  | [ 54 ] |
| 2015 | World Music Awards        | Melhor Artista Feminina       | Ela Mesma                          | Indicada  | [ 51 ] |
| 2015 | World Music Awards        | Melhor Artista Entretenimento | Ela Mesma                          | Indicada  |        |
| 2015 | World Music Awards        | Melhor Performance Ao Vivo    | Ela Mesma                          | Indicada  | [ 50 ] |

## Turnês
- Bridgit Mendler: Summer Tour 2013
- Bridgit Mendler: Summer Tour 2014
- Bridgit Mendler: Summer Tour 2015